# Wroxham FC
Wroxham FC (celým názvem: Wroxham Football Club) je anglický fotbalový klub, který sídlí ve městě Wroxham v nemetropolitním hrabství Norfolk. Založen byl v roce 1892. Od sezóny 2017/18 hraje v Eastern Counties League Premier Division (9. nejvyšší soutěž). Klubové barvy jsou modrá a bílá.
Své domácí zápasy odehrává na stadionu Trafford Park s kapacitou 2 000 diváků.

## Získané trofeje
- Norfolk Senior Cup ( 8× )
  - 1992/93, 1996/97, 1997/98, 1999/00, 2001/02, 2003/04, 2007/08, 2014/15

## Úspěchy v domácích pohárech
Zdroj: 
- FA Cup
  - 3. předkolo: 2001/02, 2005/06, 2008/09, 2011/12
- FA Trophy
  - 1. předkolo: 2012/13, 2013/14, 2016/17
- FA Vase
  - Finále: 2009/10

## Umístění v jednotlivých sezonách
Stručný přehled
Zdroj: 
- 1988–1989: Eastern Counties League (Division One)
- 1989–2012: Eastern Counties League (Premier Division)
- 2012–2017: Isthmian League (Division One North)
- 2017– : Eastern Counties League (Premier Division)

Jednotlivé ročníky
Zdroj: 
Legenda: Z - zápasy, V - výhry, R - remízy, P - porážky, VG - vstřelené góly, OG - obdržené góly, +/- - rozdíl skóre, B - body, červené podbarvení - sestup, zelené podbarvení - postup, fialové podbarvení - reorganizace, změna skupiny či soutěže
| Sezóny  | Liga                                       | Úroveň | Z  | V  | R  | P  | VG | OG  | +/- | B  | Pozice |
| ------- | ------------------------------------------ | ------ | -- | -- | -- | -- | -- | --- | --- | -- | ------ |
| 2009/10 | Eastern Counties League (Premier Division) | 9      | 38 | 17 | 8  | 13 | 55 | 51  | +4  | 59 | 8.     |
| 2010/11 | Eastern Counties League (Premier Division) | 9      | 42 | 24 | 8  | 10 | 85 | 52  | +33 | 80 | 3.     |
| 2011/12 | Eastern Counties League (Premier Division) | 9      | 40 | 28 | 6  | 6  | 94 | 34  | +60 | 90 | 1.     |
| 2012/13 | Isthmian League (Division One North)       | 8      | 42 | 12 | 14 | 16 | 68 | 64  | +4  | 50 | 14.    |
| 2013/14 | Isthmian League (Division One North)       | 8      | 46 | 10 | 6  | 30 | 77 | 123 | -46 | 36 | 22.    |
| 2014/15 | Isthmian League (Division One North)       | 8      | 46 | 23 | 10 | 13 | 97 | 58  | +39 | 79 | 8.     |
| 2015/16 | Isthmian League (Division One North)       | 8      | 46 | 10 | 10 | 26 | 50 | 89  | -39 | 40 | 22.    |
| 2016/17 | Isthmian League (Division One North)       | 8      | 46 | 6  | 7  | 33 | 42 | 103 | -61 | 25 | 23.    |
| 2017/18 | Eastern Counties League (Premier Division) | 9      | 46 | 18 | 12 | 16 | 74 | 70  | +4  | 66 | 13.    |
| 2018/19 | Eastern Counties League (Premier Division) | 9      | 46 |    |    |    |    |     |     |    |        |